# Lijst van burgemeesters van Renswoude
Dit is een lijst van burgemeesters van de Nederlandse gemeente Renswoude in de provincie Utrecht.
| Ambtsperiode                  | Naam burgemeester                                                              | Partij of stroming | Bijzonderheden                                                                                                 |
| ----------------------------- | ------------------------------------------------------------------------------ | ------------------ | --- |
| 1811 - 1813                   | Joost Gerard Godard Taets van Amerongen van Renswoude                          |                    | maire |
| ???? - ????                   |                                                                                |                    | |
| 1818 - 1828                   | J. Smith                                                                       |                    | tot 1825 schout                                                                                                |
| 20 januari 1829 - 1851        | J. (Jacobus) de Liefde                                                         |                    | Voorheen ontvanger der directe belastingen en accijnsen te Rheenen en Renswoude                                |
| 1852 - 1853                   | W. Nierstrasz                                                                  |                    | later burgemeester van Loenen en Loenersloot                                                                   |
| maart 1854 - november 1875    | W.H. Immink                                                                    |                    | Voorheen secretaris van Renswoude                                                                              |
| november 1875 - april 1880    | mr. M.J.L. (Maximiliaan Jacob Leonard) baron Taets van Amerongen van Renswoude |                    | zoon van J.G.G. baron Taets van Amerongen van Renswoude                                                        |
| 1880 - 1 mei 1905             | J.K. (Jan Karel) baron Taets van Amerongen van Renswoude                       |                    | zoon van zijn voorganger                                                                                       |
| mei 1905- 1911                | J.B. de Beaufort Jr.                                                           |                    | |
| 1911- 1944                    | M.J.L. (Maximiliaan Jacob Leonard) baron Taets van Amerongen van Renswoude     |                    | zoon van J.K. baron van Taets van Amerongen van Renswoude                                                      |
| 1944 - 1945                   | J.P.A. de Monyé                                                                | NSB                | waarnemend |
| 1945 - 1947                   | M.J.L. (Maximiliaan Jacob Leonard) baron Taets van Amerongen                   |                    | |
| 1947 - 1974                   | J.A. Hosang                                                                    | CHU                | deels waarnemend; tevens (waarnemend) burgemeester van Woudenberg                                              |
| 1974 - 1996                   | M. (Marten) Hulst                                                              | CHU / CDA          | |
| 1996 - 2011                   | jhr.mr. K.F.H. (Hugo) Schorer                                                  | CDA                | tot 1998 waarnemend                                                                                            |
| 1 juni 2011- 28 februari 2014 | W.J. (Wilke) Dekker                                                            | CDA                | Tot 17 januari 2012 waarnemend Per 28 februari 2014 met ziekteverlof Definitief afgetreden per 1 februari 2016 |
| 10 maart 2014 - 2016          | A.E.H. (Annelies) van der Kolk                                                 | CU                 | waarnemer i.v.m. ziekteverlof van Wilke Dekker                                                                 |
| 2016 - heden                  | P. (Petra) Doornenbal                                                          | CDA                | |